# Vääräjärvi (sjö i Nyslott, Södra Savolax, 62,21 N, 29,15 Ö)
Vääräjärvi är en sjö i kommunen Nyslott i landskapet Södra Savolax i Finland. Sjön ligger 86,4 meter över havet. Den är 11,87 meter djup. Arean är 64 hektar och strandlinjen är 7,83 kilometer lång. Sjön  ingår i Vuoksens huvudavrinningsområde.   Den ligger omkring 110 kilometer nordöst om S:t Michel och omkring 320 kilometer nordöst om Helsingfors. 